# Зависимость (фильм)
«Зависимость» (англ. The Addiction) — американский художественный фильм, поставленный режиссёром Эйблом Феррарой по сценарию Николаса Сент-Джона. Фильм использует вампиризм как аллегорию, для того чтобы проанализировать зло в человеке и человечестве.

## Сюжет
Молодую студентку философского факультета Кэтлин Конклин кусает вампир, заражая собственным проклятьем. Это даёт ей возможность по-новому смотреть на мир и на зло в этом мире. Она испытывает зависимость от крови, но это позволяет ей замечать то, что раньше ускользало от неё, например зависимость людей от насилия. «Мы не грешники, потому что грешим, но мы грешим, потому что мы грешники». Далее в фильме раскрывается мысль, что все зависят от чего-то — от крови, от наркотиков, от веры в Бога, и сложно сказать, какая зависимость пагубнее.

## В ролях
- Лили Тейлор — Кэтлин Конклин
- Кристофер Уокен — Пейна
- Аннабелла Шиорра — Казанова
- Эди Фалко — Джин
- Пол Кальдерон — профессор
- Фредро Старр — Блэк
- Кэтрин Эрбе — студентка по антропологии
- Майкл Империоли — миссионер

## Оценки
Фильм получил в основном положительные отзывы критиков. Карин Джеймс из The New York Times в своей рецензии высоко оценила «Зависимость», отметив хорошую актёрскую игру Лили Тэйлор, сумевшей поддержать зрительскую симпатию к достаточно отталкивающему персонажу, и мрачную эстетику чёрно-белых съёмок. В то же время Джеймс высказала мнение о том, что финал картины несколько нелогичен.